# 應汝化
應汝化（？—?），字明叔，號雲溟，浙江台州府臨海縣人。明朝政治人物。

## 生平
嘉靖癸亥（1563年）正月初五日（官年）生。治诗经。萬曆十六年（1588年）戊子科浙江鄉試第五十名舉人，萬曆二十三年（1595年）登乙未科會試第二百三十九名，廷試二甲第三十名进士，都察院觀政，二十六年授工部营缮司主事，二十八年七月任山西乡试考试官，本年升员外郎，管临清砖厂。歴任江西参政，三十八年四月升按察使，改山东按察使，四十三年七月升江西右布政使。

## 家族
曾祖應匡，贈工部员外郎；祖父應大猷，正德甲戌進士、刑部尚書；父應存卓，嘉靖乙未進士，廣東右布政。母侯氏，生母陸氏。重庆下。兄應世科（己卯舉人）；世功；世翰；國卿（庠生）。弟應朝卿（己丑進士、山西道御史）；元卿；彦卿；汝辰；台卿，俱庠生；汝倫；順卿；鶴齡；晋卿；長卿。
娶王氏，子昌會、昌祉、昌禧。